# Razze canine del subcontinente indiano
Questa è una lista parziale delle razze di cani del subcontinente Indiano, che comprende i seguenti stati o porzioni di essi: India, Bangladesh, Bhutan, Maldive, Nepal, Pakistan e Sri Lanka.

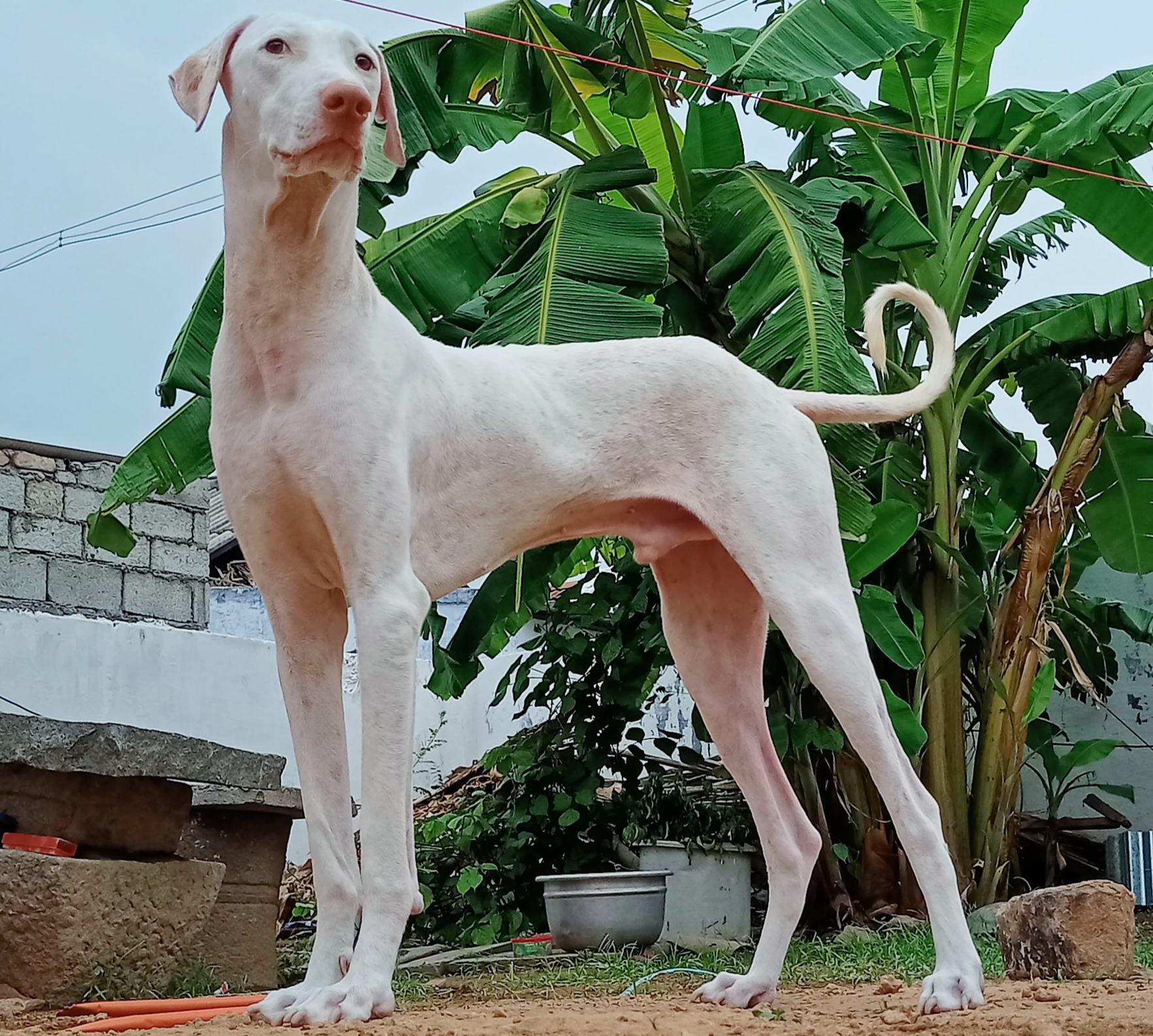
Cane Rajapalayam

Le razze indiane sono uniche, ma non tutti gli standard di molte delle razze indiane hanno trovato un consenso comune. Solo le razze più popolari o meglio le razze che hanno un maggior numero di cani sono state studiate, misurate e descritte con i loro standard di razza.
I cani indiani sono generalmente robusti e ben adattati ai diversi climi del subcontinente indiano, oltre essere grandi lavoratori sono ottimi compagni per l'uomo.
Sono però razze che vivono un declino, tanto che molte di esse sono scomparse o in via di estinzione. Infatti, secondo una fonte, oltre il 50% delle razze canine conosciute originarie dell'India si sono completamente estinte, e una manciata è molto vicina a questo momento.
Ciò anche per l'arrivo di razze straniere che ha portato a incroci deprimenti il patrimonio genetico autoctono delle razze locali. 
Inoltre, c'è stato poco interesse da parte del governo indiano nel preservare le razze autoctone e nel cercare di mantenere intatto il loro patrimonio genetico. 
Infatti, i pochi raja indiani, che avevano cani come animali domestici, erano maggiormente attratti dalle razze straniere. 
Gli unici tentativi di proteggere le razze indiane furono fatti da cinofili britannici, che avevano preso in simpatia i cani indigeni, specialmente quelli dell'Himalaya.
L'ambientalista indiano S. Theodore Baskaran ha descritto, in un suo libro del 2017, tutte le razze conosciute del subcontinente indiano; scrivendo che:
(S. Theodore Baskaran, The Book Of Indian Dogs)
La maggior parte delle razze di cani prendono nome dalla comunità dove sono allevati o dalla regione in cui si trovano.
Nel libro del W.V. Soman, Il cane indiano, il primo grande libro pubblicato sulle razze indigene dell'India, circa mezzo secolo fa, venivano elencate solo sedici razze. 
Invece, Secondo S. Theodore Baskaran nel suo libro, basato su oltre quattro decenni di osservazione personale, ricerca e lettura, non vi sarebbero oggi più di venticinque razze di cani indiani indigeni distinti.

## Razze
S. Theodore Baskaran censisce nel suo libro raggruppandole 3 categorie di cani originari dell'India.

### Cani da lavoro
- Bakharwal - cane da guardia del bestiame
- Mastino tibetano
- Cane da pastore himalayano - cane da guardia del bestiame
- Jonangi
- Kombai [6] - levriero Razza certificata KCI .
- Koochee
- Sindhi
- Pandikona
- Patti
- Pati Patia

### Cani da compagnia
Tutti i cani da compagnia indiani sono di origine tibetana ma sono ampiamente distribuiti nell'Himalaya indiano. Sono stati portati in altre parti del paese da rifugiati tibetani.
- Lhasa Apso
- Tibetan Spaniel
- Tibetan Terrier

### Cani da caccia segugi
- Alaknoori
- Segugio Banjara
- Caravan Hound
- Chippiparai [6] - levriero del Tamil Nadu Razza certificata KCI.
- Kaikadi - levriero
- Kanni - razza levriero certificata KCI.
- Kurumalai
- Mudhol Hound [6] - levriero Razza certificata KCI.
- Pasmi
- Rajapalayam - levriero [6] Razza certificata KCI.
- Rampur Greyhound - levriero del distretto di Rampur
- Vagari

### Altre razze del subcontinente indiano

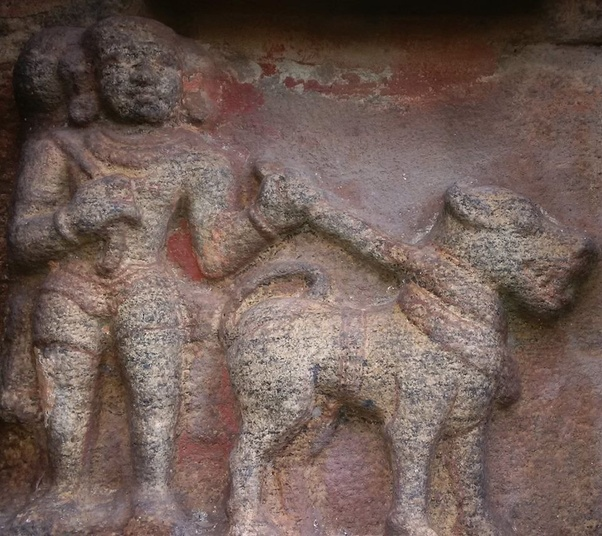
Rappresentazione artistica dell'antico mastino di Alangu in un tempio a Darasuram, in India.. Il mastino di alangu è l'antenato Bully Kutta

- Bully Kutta- Pakistan e India[6] - Cane da guardia
- Cane paria indiano o cane pye - tutto il subcontinente indiano
- Gaddi Kutta - India
- Gull Dong - Pakistan Cane da guardia, cane da caccia
- Gull terrier - Pakistan
- Hameerpura Sikar Greyhound - levriero del distretto di Sikar del Rajasthan
- Mahratta Greyhound - levriero
- Mastino Kumaon - cane da guardia
- Mastino del Sindh India - cane da guardia
- Ramanadhapuram Mandai
- Segugio Sarail - Bangladesh
- Segugio singalese - cane da pastore dello Sri Lanka
- Spitz indiano
- Vikhan - Pakistan e India (cane da guardia del bestiame)

### Razze minori
- Cane Kurbi - Gujrat
- Aktha Tazi
- Alangu (estinto)
- Bhangara Mastiff
- Cane da pastore Dhangari

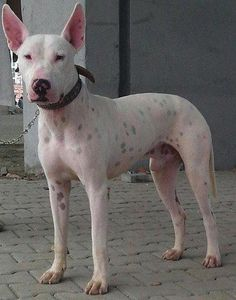
Bull terrier pakistano

- Cane Naga (colore bianco, sembra chow chow)
- Cane Tripuri (Assam)
- Gujri
- Haofa
- Janwal Pasmi
- Kattaikal
- Koochi
- Malaipatti
- Pastore del Rajasthan
- Segugio Santhal
- Segugio Sindhi
- Senkottah (estinto)